# Carlos E. Aguirre
Carlos Enrique Aguirre Arrieta (fl. 1976-1981), militar argentino, perteneciente al Ejército.
Con el grado de general de brigada y en situación de retiro, fue designado gobernador de la provincia de La Pampa el 14 de abril de 1976 (por el Decreto N.º 95 del presidente Jorge R. Videla). Su gabinete se conformó por el coronel Luis María Martínez Vivot (Gobierno), el capitán de fragata Luis Orlando Scheuber (Economía), el coronel Enrique César Recchi (Obras Públicas).
El 31 de octubre de 1978, el presidente Videla cesó a Aguirre como gobernador de La Pampa y lo designó gobernador de Entre Ríos, cargo que estaba vacante. Dejó este último puesto en 1981.